# 페트로캐나다
페트로 캐나다(Petro-Canada)는 캐나다 국영 정유회사이다. 캐나다 알버타 주 캘거리에 본사가 있다.

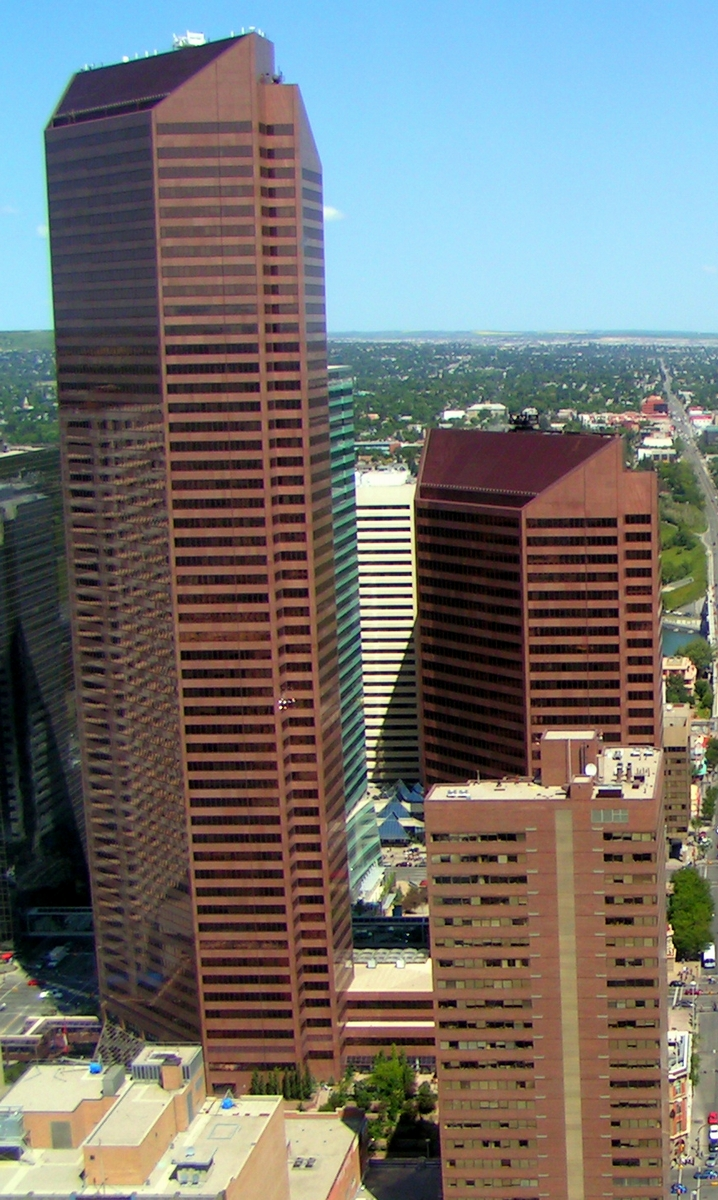
페트로캐나다 본사 전경

## 같이 보기
- 석유 수출국 기구